# مسئله معیار
مسئله معیار (به انگلیسی: problem of the criterion)، در حوزه معرفت‌شناسی مربوط به نقطه آغاز دانش است. این مسئله از استدلال تسلسلی موجود در مباحث توجیه معرفت، مجزا و اساسی تر است.
اولین اسناد بجا مانده از مسئله معیار در فلسفه غربی در کارهای فیلسوف مکتب پیرهونی، سکستوس امپیریکوس دیده می‌شود. سکستوس امپیریکوس در «خطوط کلی پیرهونی» ، تشریح نمود که برخلاف موضع جزم‌اندیشانی مانند رواقی‌گری و تعالیم آنها در مورد کاتالپسیس، هیچ معیاری برای حقیقت تعیین نشده‌است. در این کتاب، سکتوس استدلال‌های مکتب پیرهونی را در مورد مسئله ملاک تکرار می‌کرد، آنگونه که پیرهون بنیانگذار مکتب یپرهونی گفته بود: «نه ادراکات ما و نه دوکسای ما (دیدگاه‌ها، نظریات، عقاید)، حقیقت یا کذب را به ما نمی‌گویند.»
فیلسوف آمریکایی رودریک چیزم در اثرش با عنوان «نظریه دانش»، مسئله ملاک را با استفاده از دو مجموعه سؤال زیر تشریح می‌کند:
1. ما چه می‌دانیم؟ یا محدوده دانش ما چه مقدار است؟
2. ما چگونه می‌دانیم؟ یا ملاک دانش داشتن ما در مورد یک موضوع مشخص چیست؟

دانستن پاسخی به هریک از این مجموعه سوالات به ما اجازه خواهد داد تا وسیلهٔ برای پاسخ دادن به مجموعی دیگر پیدا کنیم. از پاسخ دادن به مجموعه سوالات اولی بنام خاص نگری یاد شده و از پاسخ دادن به مجموعه سوالات دومی بنام روش‌گرایی یاد می‌شود. راه حل سوم، مکتب شک‌گرایی است که می‌گوید: یک شخص نمی‌تواند بدون اینکه پاسخ مجموعه سوالات دومی را بداند به مجموعه سوالات اولی پاسخ دهد، و یک شخص قادر نخواهد بود تا بدون اینکه پاسخ مجموعه سوالات اولی را بداند به مجموعه سوالات دومی پاسخ دهد، پس ما نمی‌توانیم به هیچ‌کدام پاسخ دهیم. این امر باعث می‌شود تا ما قادر نباشیم هیچ‌یک از عقاید خود را توجیه کنیم.
نظریات خاص نگری چیزهای را که از قبل شناخته شده‌است جمع‌آوری می‌کند و می‌کوشد تا با استفاده از این موارد خاصِ، روشی را در مورد چگونگی دانایی ما دریابد و بدینوسیله به مجموعه دوم از سوالات پاسخ دهد. نظریه‌های خاص نگری پاسخی را به مجموعه سوالات دومی پیشنهاد می‌کنند و از آن برای دانستن اینکه ما در واقع چه چیزی را می‌دانیم استفاده می‌کنند. در تجربه‌گرایی کلاسیک از روش‌گرایی استفاده می‌شود.